# Emily Owens, M.D.
Emily Owens, M.D. – amerykański serial telewizyjny o tematyce medycznej, wyprodukowany i nadawany przez telewizję The CW. Serial został stworzony przez Jennie Snyder Urman. Premierowy odcinek serialu został wyemitowany 16 października 2012. Finałowy odcinek serialu zostanie wyemitowany 5 lutego 2013. Stacja The CW ogłosiła 28 listopada 2012 o anulowaniu serialu z powodu niskiej oglądalności.

## Fabuła
Serial skupia się na Emily Owens (Mamie Gummer), która skończyła szkołę medyczną i rozpoczyna staż chirurgiczny w Denver Memorial Hospital. Spotyka tam Willa Collinsa, w którym w liceum była zakochana.

## Obsada
- Mamie Gummer – Emily Owens
- Justin Hartley – Will Collins
- Aja Naomi King – Cassandra Kopelson
- Kelly McCreary – Tyra Dupre
- Michael Rady – Micah Barnes
- Necar Zadegan – Gina Bandari

## Gościnne występy
- Harry Lennix – Dr Dupre
- Michelle Harrison – Jessica
- Catherine Barroll – Joyce Barnes
- Christine Willes – pielęgniarka z ostrego dyżuru
- Brittany Ishibashi – Dr Kelly Hamata

## Odcinki
| Sezon | Sezon | Odcinki | Oryginalna emisja    | Oryginalna emisja |
| Sezon | Sezon | Odcinki | Premiera sezonu      | Finał sezonu      |
| ----- | ----- | ------- | -------------------- | ----------------- |
|       | 1     | 13      | 16 października 2012 | 5 lutego 2013     |

### Sezon 1 (2012)
| Nr | Tytuł                                 | Reżyseria       | Scenariusz                   | Premiera             |
| -- | ------------------------------------- | --------------- | ---------------------------- | -------------------- |
| 1  | Pilot                                 | Bharat Nalluri  | Jennie Snyder Urman          | 16 października 2012 |
| 2  | Emily and... the Alan Zolman Incident | Bharat Nalluri  | Jennie Snyder Urman          | 23 października 2012 |
| 3  | Emily and... the Outbreak             | David Warren    | Joanna Johnson               | 30 października      |
| 4  | Emily and ... the Predator            | Bharat Nalluri  | John C. Kelley               | 13 listopada 2012    |
| 5  | Emily and ... the Tell-Tale Heart     | Howard Deutch   | David Babcock                | 20 listopada 2012    |
| 6  | Emily and ... the Question of Faith   | Jamie Babbit    | Paul Sciarrotta              | 27 listopada 2012    |
| 7  | Emily and... the Good and the Bad     | Elizabeth Allen | Caitlin Parrish              | 4 grudnia 2012       |
| 8  | Emily and... the Car and the Cards    | Stuart Gillard  | Mo Masi, Jennie Snyder Urman | 1 stycznia 2013      |
| 9  | Emily and... the Love of Larping      | Arlene Sanford  | Ben Zaretsky                 | 8 stycznia 2013      |
| 10 | Emily and... the Social Experiment    | Bharat Nalluri  | John C. Kelley               | 15 stycznia 2013     |
| 11 | Emily and... the Teapot               | Anton Cropper   | Joanna Johnson               | 22 stycznia 2013     |
| 12 | Emily and... the Perfect Storn        | Larry Shaw      | David Babcock                | 29 stycznia 2013     |
| 13 | Emily and... the Leap                 | Jann Turner     | Paul Sciarrotta              | 5 lutego 2013        |